# Miltos Papapostolu
Miltos Papapostolu (ur. 9 września 1935 roku w Omwriaki k. Domokos, zm. 2 lutego 2017 roku w Atenach) – grecki piłkarz występujący na pozycji defensywnego pomocnika i trener piłkarski.

## Kariera piłkarska
W swojej karierze grał w dwóch greckich klubach: w sezonie 1956/1957 reprezentował barwy AO Egaleo, a od sezonu 57/58 do 65/66 grał dla AEK Ateny, w którym skończył karierę piłkarską.

## Kariera trenerska
W roku 1972 został trenerem AO Egaleo, swojego pierwszego klubu, którym kierował do 1975. W roku 1980 został trenerem klubu, w którym skończył karierę – AEK Ateny, który prowadził do roku 1981. Trzy lata później został selekcjonerem Reprezentacji Grecji, którą prowadził do 1988. W roku 1989 prowadził Olympiakos SFP.